# Seul... avec vous
Seul... avec vous è il primo album dal vivo del cantante canadese Garou, pubblicato nel 2001.

## Tracce
1. Je n'attendais que vous — 5:32
2. Gitan — 4:54
3. Que l'amour est violent — 6:08
4. La Bohême — 4:42
5. Au plaisir de ton corps — 4:34
6. Ce soir on danse à Naziland — 3:53
7. Demande au soleil — 5:33
8. Belle — 4:55
9. Au Bout de mes rêves — 4:03
10. You Can Leave Your Hat On — 4:08
11. Medley R&B (Sex Machine/Everybody/Shout/I Feel Good) — 8:59
12. Dieu que le monde est injuste — 3:49
13. Seul — 5:47
14. Le Monde est stone (Studio Version) — 4:01